# Crossopalpus rossii
Crossopalpus rossii är en tvåvingeart som beskrevs av Raffone 1986. Crossopalpus rossii ingår i släktet Crossopalpus och familjen puckeldansflugor.
Artens utbredningsområde är Sierra Leone. Inga underarter finns listade i Catalogue of Life.